# Mem Rodrigues de Vasconcelos
Mem Rodrigues de Vasconcelos (ca. 1275-1330/1339), filho de Rodrigo Anes de Vasconcelos e de Mécia Rodrigues de Penela, foi um rico-homem do Reino de Portugal, senhor dos coutos de Freiriz e Penegate, da Torre de Vasconcelos e de Penela. Documentado a partir de 1297 e membro da cúria régia do rei D. Dinis I desde 1318, exerceu o cargo de meirinho-mor da região de Entre Douro e Minho entre 1321 e 1324 e foi também alcaide-mor do Castelo de Guimarães.
Foi vassalo do rei D. Dinis na guerra que opôs este monarca ao seu filho, o futuro rei D. Afonso IV. Foi o rei D. Dinis que deu a autorização para a construção da Torre de Penegate, cujo documento está datado de 5 de Outubro de 1322, onde se refere que ele havia proibido a construção destas casas fortificadas a não ser com sua expressa autorização. Esta fortificação tinha a função de proteger Mem Rodrigues das represálias do infante Afonso que pretendou apoderar-se da vila de Guimarães. A torre de Penagate, por heranças passou às mãos dos condes de Penela.  Em 1324, quando o infante Afonso "se dispôs a fazer as as paces com D. Dinis, exigiu para isso a expulsão do reino do odiado irmão Afonso Sanches, e do cargo de meirinho-mor, a Mem Rodrigues de Vasconcelos". Depois de subir ao trono, Afonso IV incluiu a Mem Rodrigues em 1328 no grupo de fidalgos portugueses que deveria garantir o cumprimentos dos acordos de paz com Castela.  Esta foi a última vez que Mem aparece na corte e faleceu entre 1330 e 1339.

## Matrimónios e descendência
O seu primeiro casamento foi no ano de 1297 quando doou em arras a quintã de Penela e outros herdamentos a Maria Martins Zote, filha de Martim Peres Zote e de Maria Vicente de Urgeses e viúva de Gil Nunes de Chacim, seu primeiro marido. Maria morreu antes de 1308. Deste casamento nasceram três filhos:
- João Mendes de Vasconcelos, foi alcaide-mor de Estremoz  e fronteiro do Alentejo.[7] Casou com Aldara Afonso Alcoforado,[8] filha de Vasco Afonso Alcoforado e de Brites Martins Barreto. Foram os avós da rainha Leonor Teles de Meneses;[1][7]
- Constança Mendes de Vasconcelos, casou com Gomes Pires de Cervantes;[9]
- Guiomar Mendes de Vasconcelos, sub-priora entre 1341 e 1342 e abadessa no Mosteiro de Arouca entre 1343 e 1353.[9]

O seu segundo casamento, ocorrido antes de agosto de 1308, foi com Constança Afonso de Brito, filha de Afonso Anes de Brito e de Ausenda de Oliveira. Constança Afonso era irmão do Bispo de Lisboa, D. João Afonso de Brito, instituidor do morgado de Arega em 7 de agosto de 1329, a favor de seu sobrinho Gonçalo Mendes de Vasconcelos. Deste casamento nasceram nove filhos:
- Martim Mendes de Vasconcelos, casou com Inês ou Aldonza Martins de Alvarenga,[11][9] filha de Martim Pires de Alvarenga e de Inês Pais de Valadares;
- Gonçalo Mendes de Vasconcelos, meirinho-mor de Além-Douro, senhor de Soalhães e de Lousã,[7] alcaide-mor de Coimbra e casado por duas vezes: a primeira com Maria Afonso Telo, sem descendência, e a segunda com Teresa Rodrigues Ribeiro de quem teve três filhos;[12]
- Rui Mendes de Vasconcelos,[13] foi clérigo;
- Maria Mendes de Vasconcelos, esposa de Vasco Martins Zote;[13]
- Mécia Rodrigues de Vasconcelos, casou com Vasco Gonçalves Barroso;[13]
- Inês Rodrigues de Vasconcelos, foi monja no Mosteiro de Arouca;[13]
- Joana Mendes de Vasconcelos, foi freira no Convento de Santa Clara de Santarém;[13]
- Brites Rodrigues de Vasconcelos, foi monja no Mosteiro de Arouca;[13]
- Mor Mendes de Vasconcelos, esposa de João Anes Coelho[13], os pais de Pedro Coelho. Mor, já viúva, otorgou testamento em 4 de setembro de 1396 onde menciona a seu esposo e filho, ambos falecidos, e pede para ser enterrada no Mosteiro de Rendufe.[14]